# Martí Joan de Galba
Martí Joan de Galba (? - 1490) fou considerat, segons deia el colofó de l'obra, el coautor de la famosa novel·la cavalleresca valenciana Tirant lo Blanc, i es pensà que va ajudar Joanot Martorell, l'autor principal de l'obra, a acabar-la. En realitat, però, Galba era només un prestador de diners i no era cap literat. En tot cas, ell es va quedar una còpia del Tirant lo Blanc per satisfer un deute que Joanot Martorell no havia cancel·lat a benefici seu un cop es va morir.
Avui, gairebé tots els estudiosos del tema han abandonat aquesta idea, i hi ha qui pensa que el qui pot haver modificat el manuscrit de Joanot Martorell hagués pogut ser Joan Roís de Corella.